# Bombe (Album)
Bombe ist das erste Studioalbum des Münchener Rappers Ali A$. Es erschien am 24. Oktober 2008 über das Label Deluxe Records. Es bildet den Abschluss der sogenannten „Bombentrilogie“. Vorausgegangen waren zwei Veröffentlichungen: 2007 das Mixtape Wie baut man eine Bombe? und im Mai 2008 Der Countdown läuft.

## Hintergründe
Die erste Single, Ich bin ein Star, holt mich hier raus, erschien am 3. Oktober 2008 als Digital Release. Ali As nimmt in dem Video viele Prominente, wie Karl Lagerfeld, Dolly Buster oder Yvonne Catterfeld auf den Arm. Auf der Single befindet sich noch der Track Mach den Weg frei mit Labelbesitzer Samy Deluxe.
Ursprünglich sollte das Album den Titel Geld her, ich habe eine Bombe tragen. Angekündigt wurde das Album bereits im Jahr 2006. Es sollte nach dem Mixtape Wie baut man eine Bombe, das am 22. Juni 2007 erschien, veröffentlicht werden. Ali As entschied sich jedoch, noch ein weiteres Mixtape dem Album vorzuziehen, am 16. Mai 2008 erschien Der Countdown läuft mit vielen bekannten Features von Eko Fresh, Frauenarzt und Tony D. Im August 2008 wurde das Debütalbum für den 17. Oktober mit dem schlichten Titel Bombe über Deluxe Records angekündigt. Eine Woche vor der Veröffentlichung wurde das Album erneut verschoben; es erschien letztendlich am 24. Oktober 2008. Als "Entschädigung" für die Fans veröffentlichte Ali As eine kostenlose EP mit dem Titel Wer am 17.10. releast ist doof!.

## Titelliste
1. Bombe – 4:05
  - Produziert von Instrumens
2. A.L.I. – 3:33
  - Produziert von Instrumens
3. Ich bin ein Star, holt mich hier raus – 3:00
  - Produziert von Instrumens
4. Wir machen kaputt (feat. Emory) – 3:39
  - Produziert von Tai Jason
5. Paper Paper – 3:48
  - Produziert von Sinch & Ken Kenay
6. Vielleicht – 4:06
  - Produziert von Instrumens
7. Battlerap (feat. Samy Deluxe) – 5:33
  - Produziert von Samy Deluxe & Instrumens
8. Rückwärts Einparken – 2:56
  - Produziert von Instrumens
9. Hölle – 4:59
  - Produziert von Sinch & Ken Kenay
10. Mach den Weg frei (feat. Samy Deluxe) – 3:25
  - Produziert von Tai Jason
11. Leuchtturm – 3:33
  - Produziert von Sinch & Ken Kenay
12. Mir geht es gut (feat. Emory) – 3:20
  - Produziert von Sinch & Ken Kenay
13. Hoffnungsloser Fall – 3:12
  - Produziert von Instrumens
14. Hier – 3:23
  - Produziert von Tai Jason
15. Rettung ist nah – 3:34
  - Produziert von Instrumens
16. Irgendjemand – 6:17
  - Produziert von Instrumens

### Kritiken
Laut Redakteur Jan von „reviews.allesreal.de“ könne man „beattechnisch am Album nichts aussetzen“. Die Beats und Texte würden „eine hochexplosive Mischung bilden“. Ebenso positiv wurde der Wortwitz des Albums und „Alis lyrisches Talent und Innovation“ hervorgehoben. Alles in allem sei Bombe ein „solides Debüt, das sich lohnt“.